# Національний парк Мапунгубве
Національний парк Мапунгубве — національний парк у провінції Лімпопо в Південній Африці. Він є частиною культурного ландшафту Мапунгубве ЮНЕСКО та транскордонної природоохоронної території Великого Мапунгубве, що примикає до кордону з Ботсваною та Зімбабве. Площа парку 280 км². Окрім вражаючої дикої природи парк також має історичне та архіологічне значення. На горі Мапунгубве було знайдено сліди поселення часів залізного віку. Археологи також знайшли знамениту фігурку Золотого носорога з Мапунгубве.

## Історія

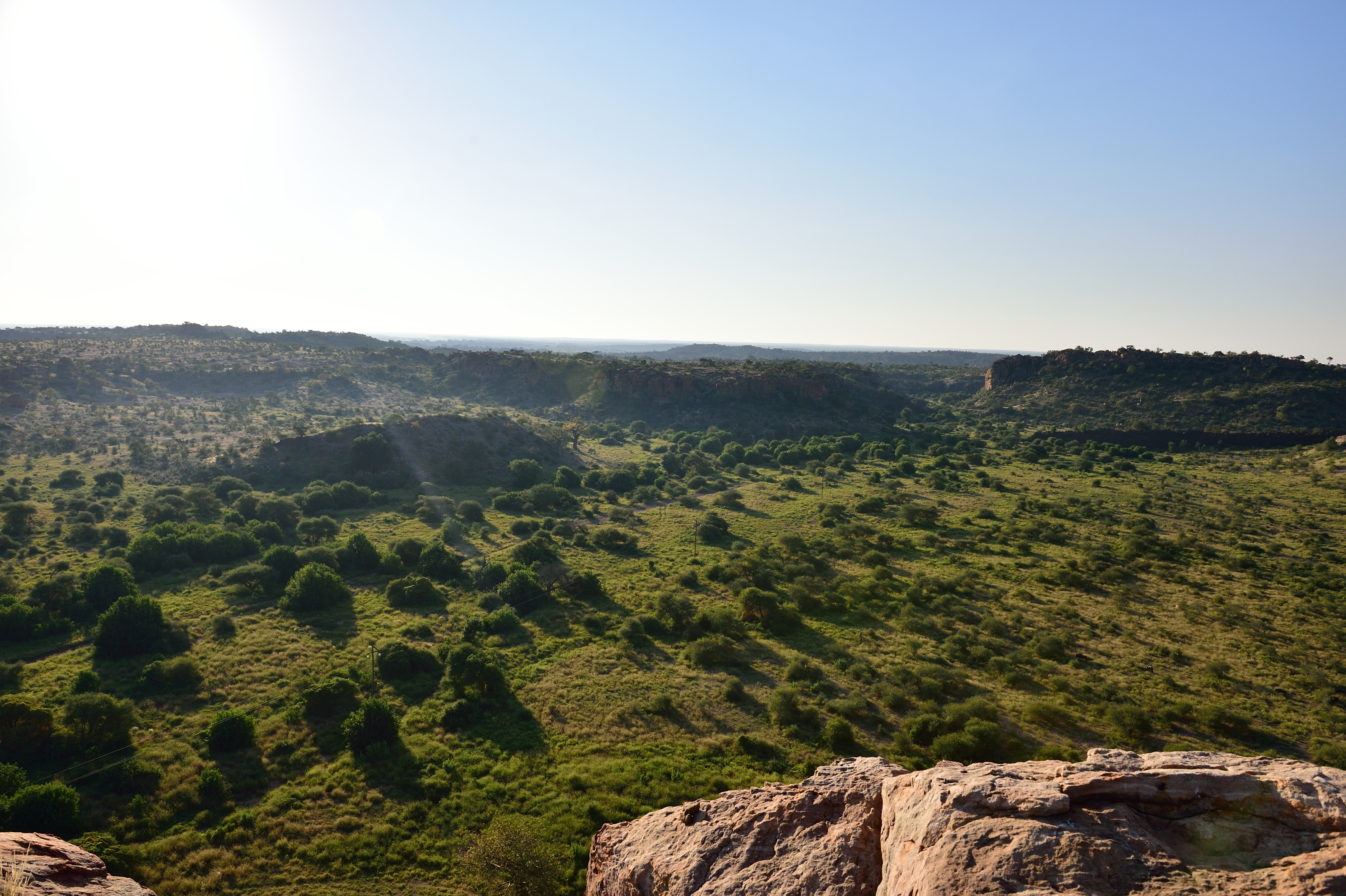
Пейзаж
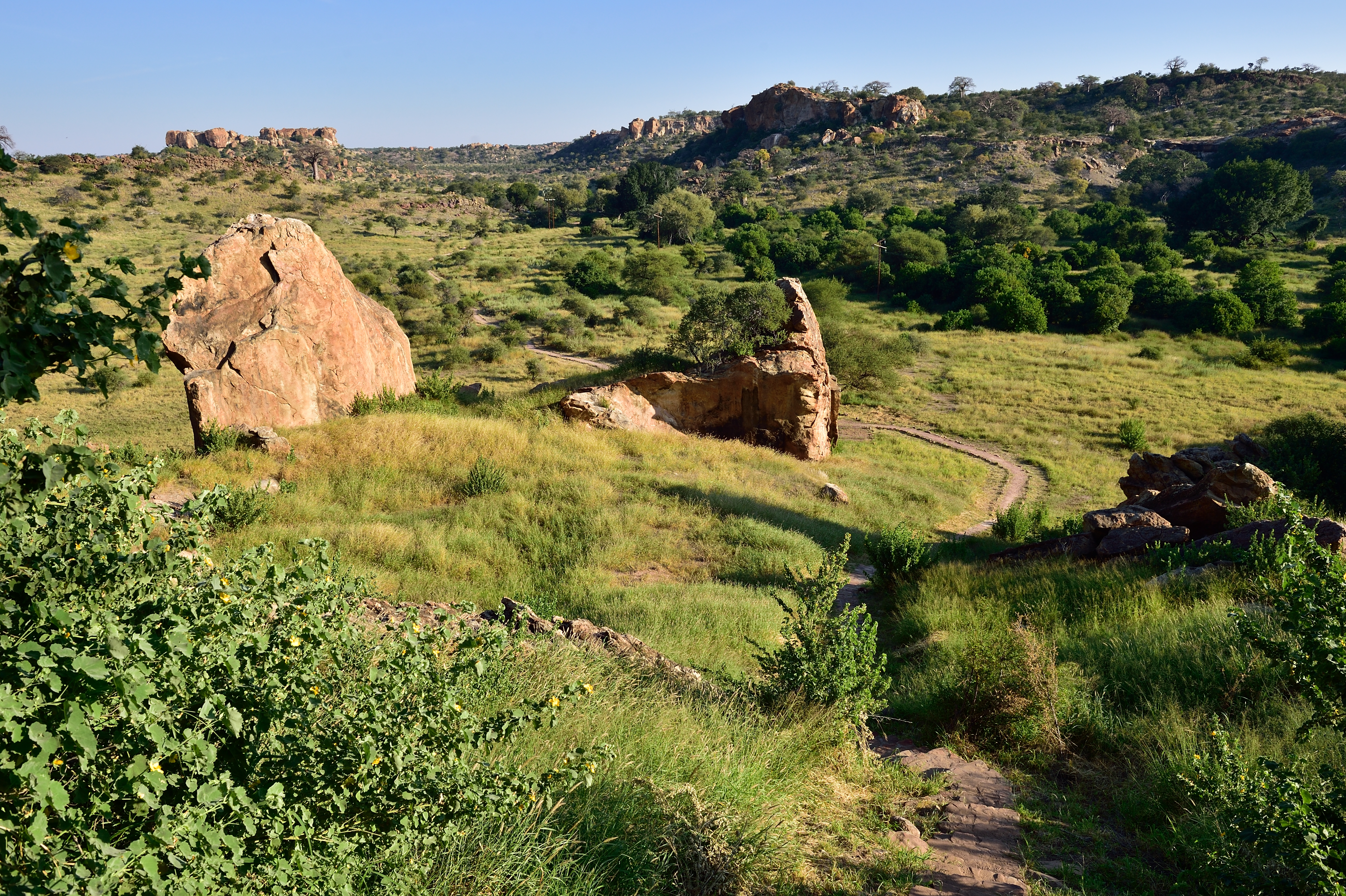
Пішохідна стежка
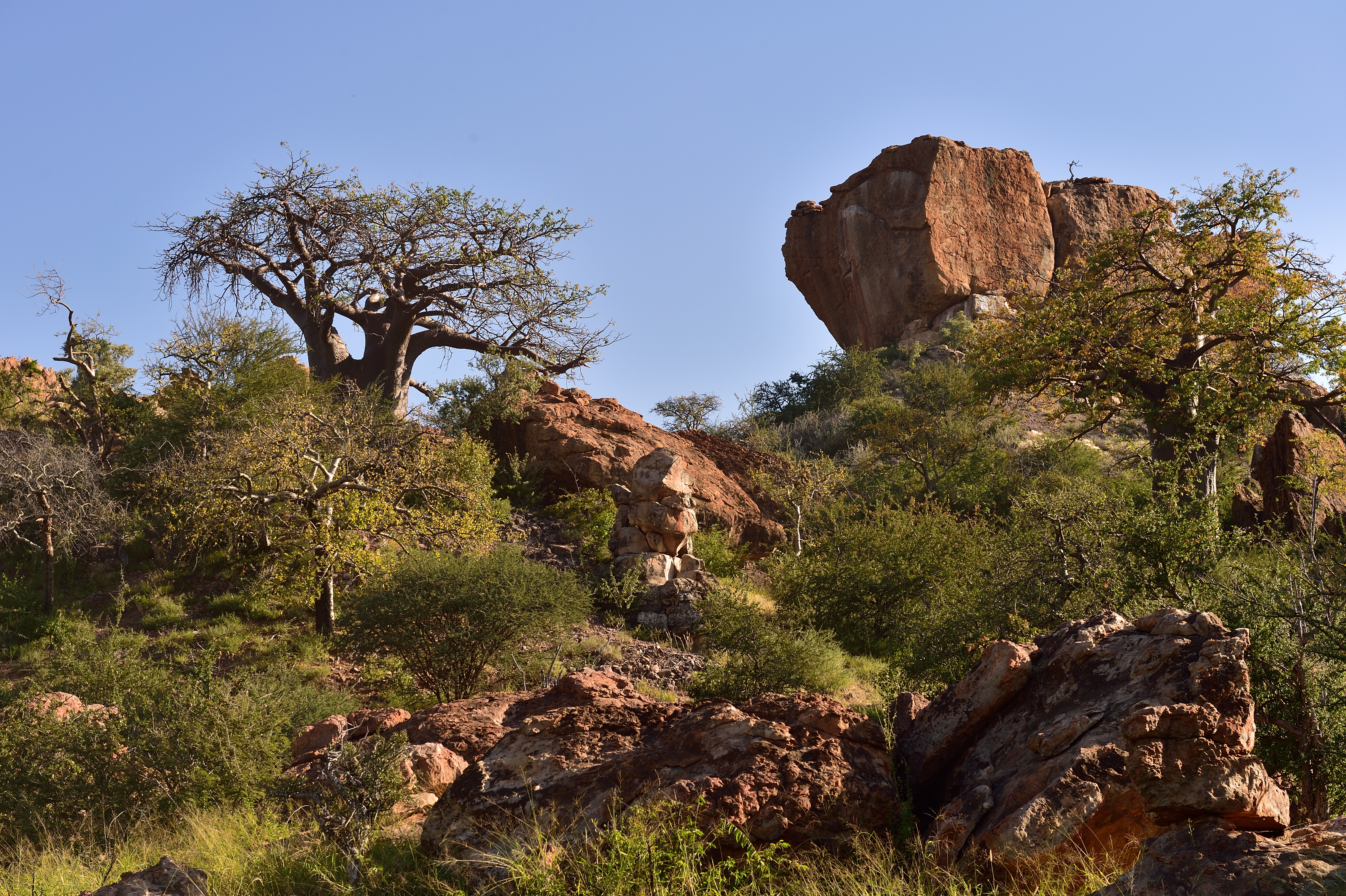
Баобаби на пагорбі Мапунгубве
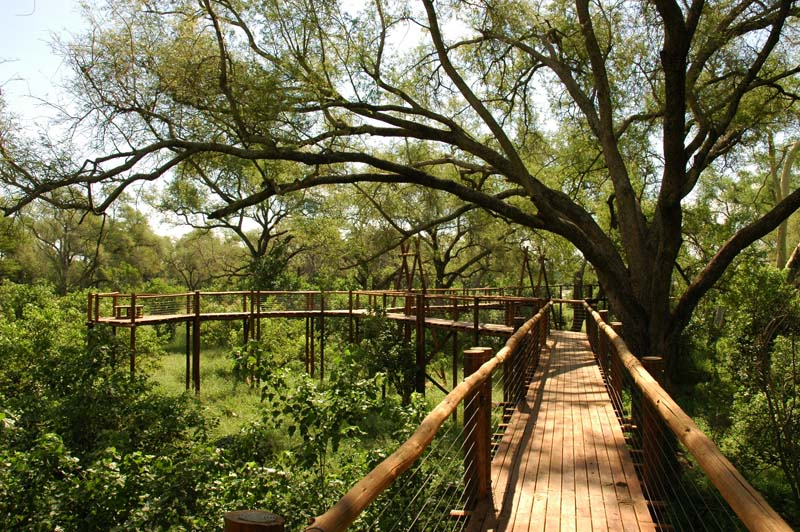
Прогулянка по верхівках дерев
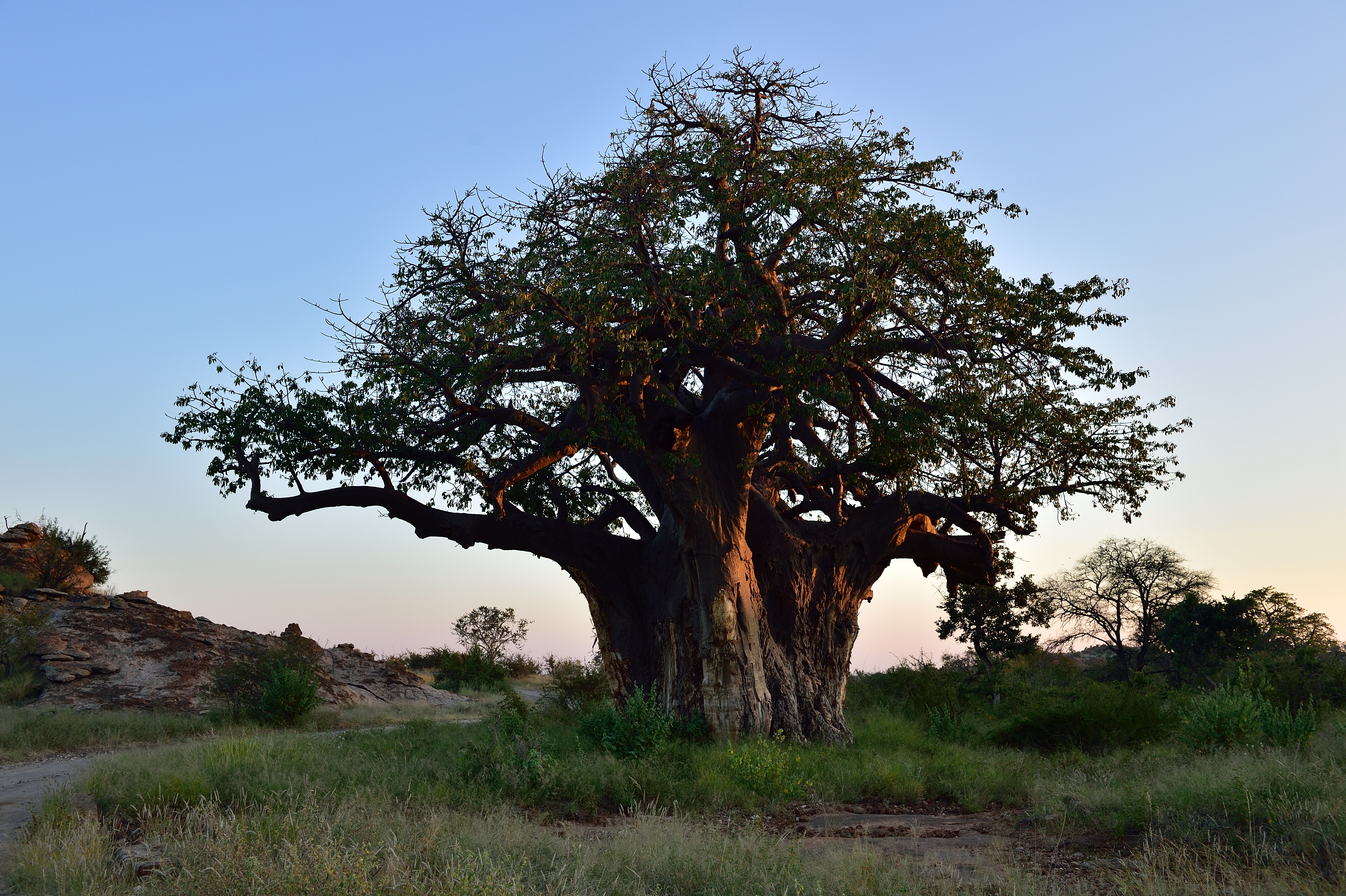
Баобаб в парку

Історія культурного ландшафту Мапунгубве сягає 210 мільйонів років. Адже саме такий вік мають рештки знайденого тут рослиноїдного динозавра, Plateosauravus (Euskelosaurus).
Район Мапунгубве став центром сільськогосподарських досліджень у 1920-х роках завдяки зусиллям ботаніка Іллтіда Буллера Поула-Еванса. Поул-Еванс відіграв важливу роль у створенні Консультативного комітету з ботанічного дослідження, якому було доручено координувати ботанічні дослідження в усьому Південно-Африканському Союзі. На прохання Яна Смутса в 1918 році уряд виділив у цій місцевості територію із дев’яти ферм як заповідник для дикої природи та природної рослинності. Кілька років потому це місце стало відомо як ботанічний заповідник Донгола.
Поул-Еванс приступив до розширення ботанічного заповідника Донгола. До початку 1940-х років заповідник розрісся до 27 ферм. У 1944 році міністр земель Ендрю Конрой запропонував створити заповідник дикої природи Донгола, який включав би 124 ферми, 86 з яких були приватними. Цій пропозиції рішуче заперечувала Національна партія, потім офіційна опозиція в парламенті та Рада опікунів національних парків. Під час одних з найтриваліших дебатів в історії південноафриканського парламенту, прихильники заповідника стверджували, що необхідно зберегти природні багатства країни, що земля, відведена під запропонований резерват, непридатна для сільськогосподарських цілей і що ця територія має багату археологію, яку слід охороняти. Ті, хто виступає проти створення заповідника, стверджували, що неприпустимо відчужувати сільськогосподарські землі для збереження дикої природи.
У 1993 році компанія De Beers Consolidated Mines, яка заснувала природний заповідник Venetia Limpopo на території, що прилягає до Ґріфсвальда, закликала оголосити цю територію національним парком. У 1995 році Рада національних парків Південної Африки та уряд провінції Лімпопо підписали угоду, про створення нового національного парка. Національний парк Вхембе-Донгола був проголошений 9 квітня 1998 року.
У 2001 році, культурний ландшафт Мапунгубве був оголошений об’єктом національної спадщини, а в 2003 році він був включений до Списку всесвітньої спадщини.

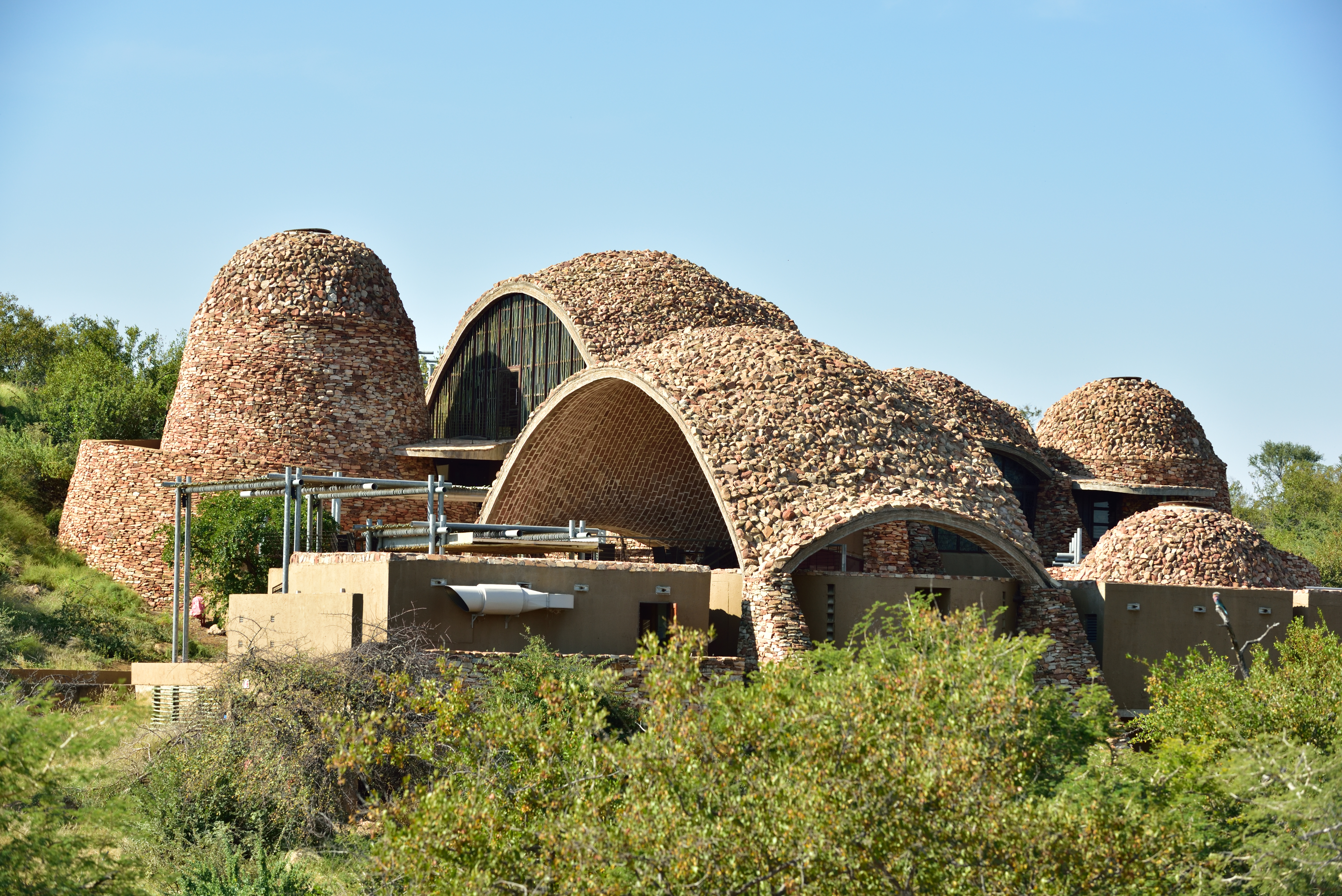
У музеї та інтерпретаційному центрі зберігаються артефакти з Мапунгубве. У 2009 році будівля стала найкращою будівлею року на Всесвітньому фестивалі архітектури

Завдяки статусу всесвітньої спадщини парку ЮНЕСКО було побудовано будівлю, у якій розміщено музейну секцію з багатьма експонатами, знайденими в парку. Інформацію про історію та біологію парку також можна отримати в Музейно-інтерпретаційному центрі. У 2009 році будівля зайняла перше місце на Всесвітньому фестивалі архітектури.

## Флора і фауна

### Рослинність
Численні типи місць існування у парку сприяють високому видовому різноманіттю. В парку зростає 24 види акацій і 8 видів Commiphora.
Найбільш вражаючі дерева в цій спільноті лихоманкові дерева, анани, свинцеві дерева, фігові дерева та акації. Великі ділянки цих ландшафтів були очищені під сільське господарство. 

### Птахи

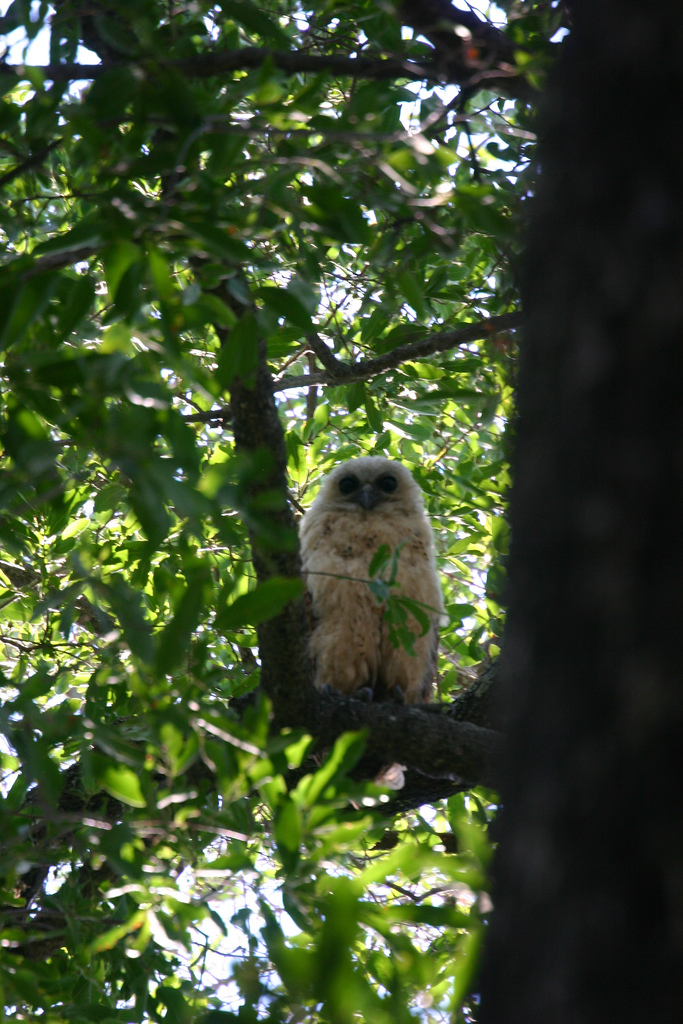
Сова-рибалка Пеля

У національному парку Мапунгубве зареєстровано 387 видів птахів, у тому числі кафрський орлан, намібійська сиворакша, сова-рибалка Пела, перлинна сова, дрохва корі, білощокий жервінчик, шпак жовтоголовий, вохристоволий тирч, рогатий ворон, великий білий пелікан, золота вивільга та берестянка оливкова.

### Ссавці
З 2005 року національний парк Мапунгубве вважається охоронною територією левів. Інші види парку включають слона, бегемота, південного білого носорога, африканського леопарда, південноафриканського гепарда, африканського дикого собаку, плямисту гієну, буру гієну, звичайну канну, блакитного гну, куду, зебру Берчелла, бушбака, водяного коба, імпалу, кліпспрінгера, дуїкера, стенбока, орікса, південноафриканську жирафу, бородавочника, кущову свиню, трубкозуба, бабуїна, африканську циветту, чубатого дикобраза, каракала і верветку. Було зареєстровано щонайменше 17 видів кажанів, у тому числі фруктового кажана Уолберга з еполетами і єгипетського фруктового кажана.

### Рептилії
В парку зустрічаються нільський варан, гігантський матобозавр, Trachylepis margaritifera, земляна агама та крапчастий товстопалий гекон. За оцінками, в парку зустрічається принаймні 32 види змій, хоча наразі підтверджено лише 15 видів[джерело?]. Деякі з цих видів включають південноафриканського пітона, чорну мамбу, рогату та шумливу гадюк. Нільський крокодил зустрічається в річці Лімпопо та вздовж неї.

## Загрози
Статус парку як частини транскордонної природоохоронної території Великого Мапунгубве знаходиться під серйозною загрозою через заплановану експлуатацію запасів вугілля в безпосередній близькості від заповідника. У буферній зоні національного парку планується відкритий кар’єр і електростанція, що загрожує його природній і культурній цінності. Крім того, велика кількість води, необхідна для видобутку вугілля, вплине на екологію значної частини регіону.